# العزيزية (الغاب)
العزيزية قرية سورية تتبع ناحية قلعة المضيق في منطقة السقيلبية في محافظة حماة. بلغ عدد سكانها 1828 نسمة في عام 2004 حسب إحصاء المكتب المركزي للإحصاء.
يعود تاريخ القرية إلى عام 1958م عندما تم تجفيف سهل الغاب وتحول إلى أرض زراعية خصبة جداً حيث انتقل كثير من الناس الذين كانوا يسكنون في مناطق بعيدة وليس لديهم أراض أو أملاك وعملوا في الزراعة في هذه المنطقة.
تقع القرية على الطريق الأوسط القادم من السقيلبية على بعد 20 كم شمالاً، ويحدها من الجنوب قرية الرصيف ومن الشمال قرية التمانعة، كافة الخدمات تتوفر في العزيزية حيث يوجد بلدية ومقسم الهاتف ومؤسسة للكهرباء والمياه ومدرسة ثانوية وابتدائية، وتمتلك القرية فعاليات ثقافية ومتعلمين وتعتبر هي القرية الأولى في سهل الغاب من حيث نسبة المتعلمين وكانت من مصادر المدرسين منذ عام 1960 م في سهل الغاب، وحاليا لديها العديد من المثقفين ومن الأطباء ومنهم يعمل في دول الخليج ومن المهندسين، كما تملك القرية فعاليات اقتصادية أهمها تربية النحل واستخراج العسل والكثير من مزارع الأبقار (المباقر) إضافة للمنتجات الزراعية الوفيرة.

## وصلات خارجية
- الوحدات الإدارية في محافظة حماة